# Coyloup
Parent  A  de l'hybridation 
  Canis latrans 
×

Parent  B  de l'hybridation 
  Canis lupus, Canis rufus ou Canis lycaon 
Le coyloup (de l’anglais coywolf) est l'hybride résultant d'un croisement d'un coyote (Canis latrans) et d'un loup (plusieurs espèces concernées : C. lupus, C. lycaon, C. rufus), éventuellement  d'un chien domestique. Le loup et le coyote sont interféconds et leurs descendants hybrides sont fertiles. Des analyses génétiques montrent que différentes espèces de loups se sont hybridées au coyote au fil de l'histoire et partagent ainsi une proportion plus ou moins grande de gènes.
La barrière entre loup et coyote n'est pas génétique, mais écologique : les loups vivent en meute tout comme les coyotes, leurs habitats sont théoriquement distincts[réf. nécessaire], plutôt en plaine pour le coyote et en forêt pour le loup. Avec l'urbanisation et la fragmentation des habitats, cette barrière écologique s'estompe. Une étude de l'université de Montréal en 2013 affirme que dans les Prairies canadiennes 6 % des coyotes et 9 % des loups gris sont des descendants d'hybrides. Au Québec, ce taux atteindrait même plus de 12 % des coyotes et plus de 37 % des loups.

## Origine de l'hybridation
On estime que les premiers accouplements entre des loups et des coyotes ont eu lieu dans le parc Algonquin au Canada. La principale espèce de loup qui s’hybride avec les coyotes est le loup de l’Est et c’est celle-ci qui va servir de lien entre le coyote de l’Ouest, le loup gris et le chien pour mener au coyloup qui serait 60 % coyote, 25 % loup et les 15 % restants chien.
Cette hybridation a plusieurs particularités. D'abord, elle est naturelle (donc ce n’est pas le résultat d’une action humaine contrairement au mulet par exemple). Ensuite, les coyloups sont fertiles et ont une espérance de vie proche de celle de leur ancêtre. Notons qu'une coylouve peut se reproduire avec un loup ou un coyote aussi bien qu'un coyloup peut se reproduire avec une louve ou une femelle coyote.
Le fait que les loups et les coyotes aient normalement des modes de vie et des habitats différents et la tendance naturelle des loups à attaquer et tuer les coyotes sont deux points qui font que l’hybridation entre ces deux espèces n’est pas la plus évidente. Le changement de comportement des loups qui s’accouplent maintenant avec les coyotes est dû aux activités humaines qui ont débuté avec l’arrivée des premiers colons européens sur le continent nord-américain. En effet, avant les années 1500, toute la région à l’est du Mississippi était recouverte de forêts ce qui convenait parfaitement aux loups. Mais, à leur arrivée, les colons ont commencé à déboiser les forêts et à chasser les loups qui, alors devenus bien moins nombreux, ont été contraints à se déplacer. Alors les coyotes venus du sud-ouest en ont profité pour s’installer et ont peu à peu remonté vers le nord pour finalement arriver à l’un des derniers refuges des loups : le parc Algonquin. Les loups — alors peu nombreux et qui manquaient des partenaires sexuels — ont dû être moins exigeants pour choisir leur partenaire, et ont fini par voir les coyotes comme tels. Les premiers coyloups seraient apparus vers les années 1920.

## Dans la culture populaire
Les coyloups sont des ennemis dans le jeu vidéo Deer Hunter 2017 ; ils sont appelés, par erreur de traduction, loups timides (dans la version francophone).